# Kurubarahalli, Chitradurga
Kurubarahalli là một làng thuộc tehsil Chitradurga, huyện Chitradurga, bang Karnataka, Ấn Độ.